# Saint-Maurice-de-Gourdans
Saint-Maurice-de-Gourdans település Franciaországban, Ain megyében. Lakosainak száma 2826 fő (2022. január 1.). Saint-Maurice-de-Gourdans Balan, Béligneux, Loyettes, Saint-Jean-de-Niost, Anthon és Villette-d’Anthon községekkel határos.

## Népesség
A település népessége az elmúlt években az alábbi módon változott:
| Lakosok száma | 688  | 1157 | 1575 | 2304 | 2469 | 2509 | 2572 | 2645 | 2699 | 2826 |
|               | 1968 | 1982 | 1990 | 2006 | 2013 | 2015 | 2017 | 2019 | 2020 | 2022 |